# ديونيزيي دفورنتش
ديونيزيي دفورنتش (مواليد 27 أبريل 1926) هو لاعب كرة قدم. يلعب مع منتخب يوغوسلافيا لكرة القدم. سبق له أن لعب في كأس العالم لكرة القدم مع منتخب بلاده.

## روابط خارجية
- ديونيزيي دفورنتش على موقع قاعدة بيانات كرة القدم.إي يو (الإنجليزية)
- ديونيزيي دفورنتش على موقع ناشيونال فوتبول تيمز (الإنجليزية)